# Gare d'Ogawa (Tokyo)
La gare d'Ogawa (小川駅, Ogawa-eki) est une gare ferroviaire située à Kodaira, à Tokyo au Japon. La gare est exploitée par la compagnie Seibu.

## Situation ferroviaire
La gare est située au point kilométrique (PK) 2,7 de la ligne Seibu Haijima et au PK 5,1 de la ligne Seibu Kokubunji.

## Historique
La gare est inaugurée le 21 décembre 1894.

## Service des voyageurs

### Accueil
La gare dispose d'un bâtiment voyageurs, avec guichets, ouvert tous les jours.

### Desserte
- Ligne Seibu Haijima :
  - voie 1 : direction Kodaira et Seibu-Shinjuku
  - voie 4 : direction Haijima
- Ligne Seibu Kokubunji :
  - voie 2 : direction Higashi-Murayama et Hon-Kawagoe
  - voie 3 : direction Kokubunji